# Diego de Alvarado Huanitzin

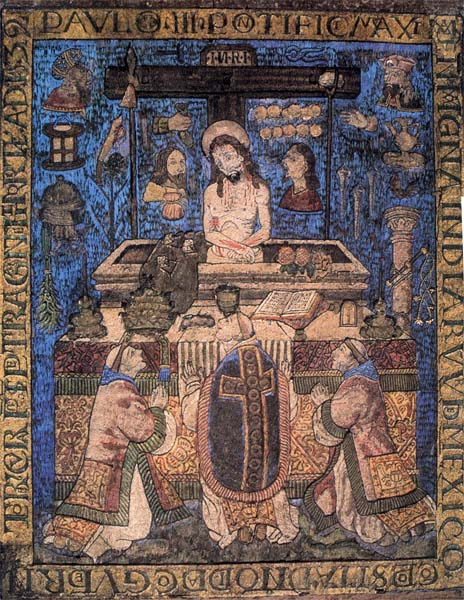
Die Gregorsmesse, Federbild auf Holz, 68 × 56 cm, Mexico 1539. Musée des Jacobins, Auch.

Don Diego de Alvarado Huanitzin war der Sohn Tezozómocs (nicht zu verwechseln mit dem gleichnamigen Tepanekenfürsten oder dem Sohn Itzcóatls), des Bruders Moctezumas II. und Cuitláuacs.
Er war von 1539 bis 1541 Tlatoani Tenochtitláns, übte aber keine wirkliche Macht mehr aus. Seine Frau war seine Cousine Doña Francisca de Montezuma, eine Tochter Moctezumas II. Mit ihr hatte er die Söhne Don Cristóbal de Guzmán Cecetzin († 1562) vorletzter Tlatoani der Tenōchca und Don Hernando de Alvarado Tezozómoc, einer der bedeutendsten Chronisten Neuspaniens sowie eine Tochter Doña Magdalena Chichimecacihuatl († 1565), Gattin des letzten Tlatoani Luis de Santa María Nanacacipactzin, und eine Tochter Juana de Alvarado, die Huehue Totoquihuaztli, Tlatoani von Tlacopan, heiratete und deren Nachkommen die adelige mexikanisch-spanische Familie Guerrero-Dávila-Moctezuma begründeten. Diego Huantitzin war einer der frühen Vertreter christlicher Kunst in Amerika. Von ihm stammt vermutlich das Federbild Die Gregorsmesse, die im Musée des Jacobins in Auch ausgestellt ist.